# Roberto Meraz
Roberto Meraz (4 de agosto de 1999) es un futbolista mexicano, se desempeña como Mediocampista y actualmente juega para Mazatlán F. C. de la Primera División de México.

## Trayectoria
Es surgido de las Fuerzas Básicas del extinto Monarcas Morelia, debutó en la Copa MX el día 13 de septiembre del 2016 en un partido entre Monarcas Morelia contra los Murciélagos y que terminó a favor de Morelia 4 a 0 .

## Clubes
| Club                 | País   | Año       |
| -------------------- | ------ | --------- |
| Monarcas Morelia     | México | 2016-2020 |
| Mazatlán Fútbol Club | México | 2020-     |

## Estadísticas
| Monarcas Morelia · México                              |               |               |     |    |    |   |   |    |     |   |
| 1ª                                                     | 2016–17       | -             | -   | 2  | 0  | - | - | 2  | 0   |   |
| 1ª                                                     | 2017–18       | -             | -   | 7  | 0  | - | - | 7  | 0   |   |
| 1ª                                                     | 2018–19       | 19            | 0   | 9  | 2  | - | - | 28 | 2   |   |
| 1ª                                                     | 2019–21       | 2             | 0   | 1  | 0  | - | - | 3  | 0   |   |
| Total club                                             | Total club    | 21            | 0   | 19 | 2  | - | - | 40 | 2   |   |
| Mazatlán F. C. · México                                |               |               |     |    |    |   |   |    |     |   |
| 1ª                                                     | 2020–21       | 20            | 0   | -  | -  | - | - | 20 | 0   |   |
| 1ª                                                     | 2021–22       | 32            | 3   | -  | -  | - | - | 32 | 3   |   |
| 1ª                                                     | 2022–23       | 30            | 1   | -  | -  | - | - | 30 | 1   |   |
| 1ª                                                     | 2023-24       | 4             | 0   | -  | -  | - | - | 4  | 0   |   |
| Total club                                             | Total club    | 86            | 4   | -  | -  | - | - | 86 | 4   |   |
| Total carrera                                          | Total carrera | Total carrera | 107 | 4  | 19 | 2 | 0 | 0  | 126 | 6 |
| (1)Incluye datos de la Copa México (2016-17, 2017-18). |               |               |     |    |    |   |   |    |     |   |